# Still A-live
Albums de Trust
Ni Dieu ni maître
(2000) Campagne 2006 : Soulagez-vous dans les urnes !
(2006)
Still A-live est la version double, sortie en 2000, de l'album live A Live ("Tour 97") du groupe de hard rock français Trust, sorti 3 ans plus tôt en 1997. Cette édition comprend un deuxième disque bonus de 6 titres.

## Liste des morceaux

### Disque 1
| No  | Titre                         | Durée |
| --- | ----------------------------- | ----- |
| 1.  | REAC-Prendre à vivre          | 3:43  |
| 2.  | Ça vient ça meurt             | 3:04  |
| 3.  | Instinct de mort              | 4:42  |
| 4.  | Fais où on te dit de faire    | 4:09  |
| 5.  | J'ai vu Dieu                  | 6:33  |
| 6.  | Tout ce qui est bon est mal   | 4:23  |
| 7.  | Roll Over Beethoven           | 2:16  |
| 8.  | That's Alright Mama           | 2:03  |
| 9.  | Préfabriqués                  | 3:21  |
| 10. | Tous ces visages              | 4:27  |
| 11. | La tounga !                   | 1:16  |
| 12. | L'Élite                       | 5:59  |
| 13. | On lèche, on lâche, on lynche | 4:34  |
| 14. | Le Mitard                     | 5:23  |
| 15. | Antisocial                    | 7:05  |

### Disque 2
| No | Titre                | Durée |
| -- | -------------------- | ----- |
| 1. | Le temps efface tout | 5:31  |
| 2. | Police - milice      | 3:04  |
| 3. | Lutter sans cesse    | 4:34  |
| 4. | Bosser huit heures   | 4:25  |
| 5. | Les templiers        | 3:21  |
| 6. | Elle disait          | 8:30  |

## Formation
- Bernie Bonvoisin : chant
- Norbert Krief : guitare
- David Jacob : basse
- Hervé Koster : batterie